# Празно черво
Празното черво е най-дългата и основна част на тънкото черво. 
При всички видове домашни животни празното черво образува многобройни извивки – ansae jejunales-, които висят на дълъг мезентериум, поради което имат голяма подвижност и заемат пространствата, освободени от другите коремни органи. Формата, големината и положението на извивките на празното черво показват съществени особености при отделните видове домашни животни. Преходът на празното в слабинното черво е постепенен и много неясен. 
Празното черво има класически устроена лигавица. По повърхността на чревните власинки епителната ламина (lamina epithelialis villi) е от еднослоен призматичен епител, като ентероцитите са призматични клетки (epitheliocyti columnares villi, enter).
На анималния полюс те имат микровили ( около 300 на всяка клетка), които формират набраздена ивица (limbus striatus), наричан четковиден борд.